# Julian Würtenberger

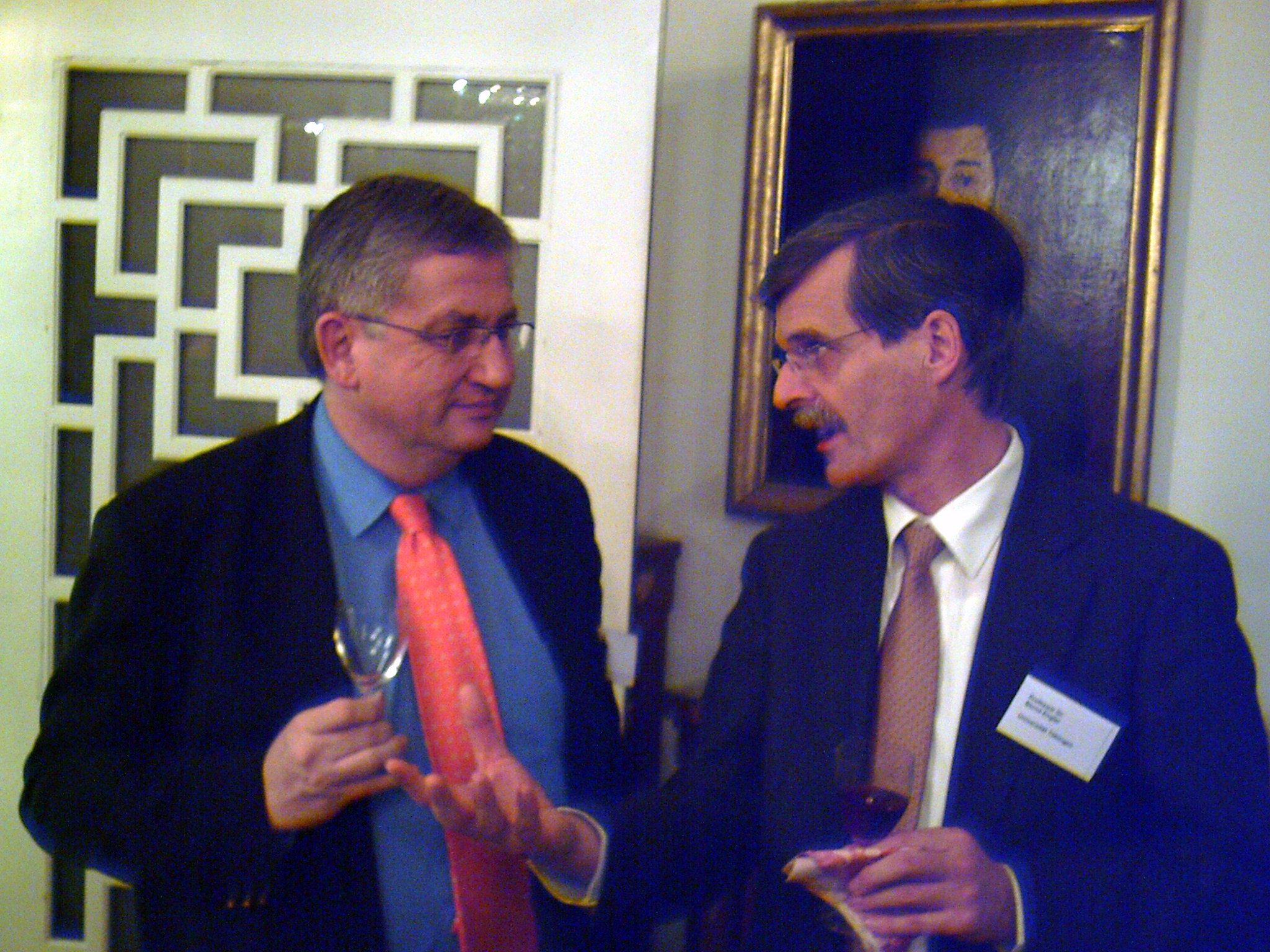
Julian Würtenberger (links) mit Bernd Engler, Rektor der Universität Tübingen

Julian Würtenberger (* 28. April 1957 in Freiburg im Breisgau) ist ein deutscher Verwaltungsjurist. Er war von 2018 bis 2019 sowie von 2021 bis 2022 als Staatssekretär der Amtschef im Ministerium des Inneren, für Digitalisierung und Kommunen Baden-Württemberg. Er war davor unter anderem Ministerialdirektor sowie Amtschef in verschiedenen baden-württembergischen Ministerien und Regierungspräsident des Regierungsbezirks Freiburg.

## Leben

### Berufliche Laufbahn
Würtenberger absolvierte das Abitur am Berthold-Gymnasium Freiburg und studierte an der Universität Freiburg Rechtswissenschaften und legte die Erste und Zweite Staatsprüfung ab.
Danach war er beim Landratsamt Sigmaringen in der Innenverwaltung tätig und wurde dort 1984 der Leiter des Umweltschutzamtes. Nach acht Monaten holte ihn der damalige CDU-Fraktionsvorsitzende Erwin Teufel im Jahr 1984 als Parlamentarischen Berater zur CDU-Fraktion im Landtag von Baden-Württemberg, wo er zunächst für Umweltfragen, später für das Grundsatzreferat zuständig war. Er wechselte 1988 als Referent in die Zentralstelle des Innenministeriums Baden-Württemberg. Sein Nachfolger als Parlamentarischer Berater der CDU-Fraktion wurde Christoph Palmer. Würtenberger übernahm 1991 die Leitung des Grundsatzreferates des neu eingerichteten Verkehrsministeriums Baden-Württemberg.
Nachdem das Verkehrsministerium 1996 mit dem Umweltministerium vereinigt worden war, ging Würtenberger 1997 zurück in das Innenministerium und übernahm dort als Leitender Ministerialrat die Leitung der Zentralstelle. Im November 2000 holte ihn Ministerpräsident Teufel in das Staatsministerium Baden-Württemberg, zunächst als Leiter der Abteilung II (Pressestelle). Ab Februar 2003 bis Juli 2007 führte er als Ministerialdirigent die Abteilung IV (Grundsatz und Planung, Sozial- und Gesellschaftspolitik, Bundesangelegenheiten). In dieser Funktion war er auch Vorgesetzter des im Referat 43 tätigen Redenschreibers Michael Grimminger, des Verfassers der umstrittenen Rede von Ministerpräsident Günther Oettinger (CDU) am 11. April 2007 anlässlich des Todes des früheren baden-württembergischen Ministerpräsidenten Hans Filbinger (CDU).
Am 16. Juli 2007 wurde Würtenberger mit der bis dahin lange vakanten Stelle des Ministerialdirektors (Amtschef und allgemeiner Stellvertreter des Ministers) im Ministerium für Wissenschaft, Forschung und Kunst Baden-Württemberg betraut. Schon im November 2007 berief ihn Ministerpräsident Oettinger, mit Wirkung zum 1. Januar 2008, als Regierungspräsidenten des Regierungsbezirks Freiburg, Nachfolger von Sven von Ungern-Sternberg (CDU), der zum Jahresende in den Ruhestand ging. Nachfolger Würtenbergers im Ministerium wurde der bisherige Oberbürgermeister von Rottenburg am Neckar, Klaus Tappeser (CDU). Würtenberger setzte sich in seiner Amtszeit als Regierungspräsident vor allem für eine Politik der Nachhaltigkeit, für die Energiewende und für die Trinationale Metropolregion Oberrhein, insbesondere deren „Wissenschaftsoffensive“, ein.
Im Jahr 2012 wurde Würtenberger, zu diesem Zeitpunkt überraschend, auf Vorschlag des bereits über ein Jahr amtierenden Ministerpräsidenten Winfried Kretschmann (Bündnis 90/Die Grünen) aus politischen Gründen abberufen. Die Versetzung Würtenbergers in den einstweiligen Ruhestand wurde öffentlich kritisiert. Seine Nachfolgerin als Regierungspräsidentin wurde zum 1. April die parteilose Bärbel Schäfer. Würtenberger wurde zunächst als selbstständiger Unternehmensberater und Rechtsanwalt tätig.
Seit Januar 2013 leitete Würtenberger als Ministerialdirektor die Abteilung III (Zoll, Umsatzsteuer, Verbrauchsteuern) des Bundesministeriums der Finanzen in Berlin. Anschließend war er von 2016 bis 2018 unter Minister Thomas Strobl (CDU) als Ministerialdirektor der Amtschef im Ministerium für Inneres, Digitalisierung und Migration Baden-Württemberg.
Im April 2018 wurde Würtenberger zum (beamteten) Staatssekretär des Ministeriums für Inneres, Digitalisierung und Migration Baden-Württemberg im Kabinett Kretschmann II ernannt. Aus persönlichen Gründen wurde er im Juni 2019 in den einstweiligen Ruhestand versetzt. Ministerialdirigent Andreas Schütze folgte auf ihn als Amtschef des Ministeriums. Zum 12. Mai 2021 nahm Würtenberger seine Tätigkeit als (beamteter) Staatssekretär und Amtschef des Ministeriums des Inneren, für Digitalisierung und Kommunen Baden-Württemberg im Kabinett Kretschmann III wieder auf. Am 31. Mai 2022 trat er in den Ruhestand ein. Als Amtschef folgte ihm Reiner Moser nach.

### Weitere öffentliche Funktionen
Würtenberger war seit 1. August 2007 Aufsichtsratsvorsitzender des Universitätsklinikums Tübingen. Außerdem war er (in seiner Funktion als Ministerialdirektor im Wissenschaftsministerium entsandt) stellvertretendes Mitglied der Verwaltungskommission des Wissenschaftsrates und Kuratoriumsmitglied des in Stuttgart angesiedelten Max-Planck-Instituts für Metallforschung sowie Vorstandsmitglied des Deutsch-Französischen Instituts (dfi) in Ludwigsburg. Bis September 2007 war er zeitweise Mitglied im Aufsichtsrat der Fernwärmegesellschaft Baden-Württemberg mbH. Er war ab Juni 2007 für eine einjährige Amtszeit auch Präsident des Rotary Clubs Stuttgart.

### Privates
Julian Würtenberger, ein Enkel des Künstlers Ernst Würtenberger, ist verheiratet und hat drei Töchter. Er ist der  jüngere Bruder des Inhabers des Lehrstuhls für Staats- und Verwaltungsrecht Thomas Würtenberger an der Universität Freiburg und der Sohn des  Strafrechtlers und Kriminologen Thomas Würtenberger (1907–1989).
Würtenberger ist Mitglied der CDU.